# Keir Starmer
Sir Keir Rodney Starmer, britanski politik, * 2. september 1962, London, Združeno kraljestvo.
Julija 2024 je postal predsednik vlade Združenega kraljestva Velike Britanije in Severne Irske. Od leta 2024 je tudi vodja britanske Laburistične stranke, pred tem je bil med letoma 2020 in 2024 vodja opozicije.
Starmer je študiral pravo na Univerzi v Leedsu, nato pa je nadaljeval študij na Univerzi Oxford, kjer je pridobil kvalifikacijo za odvetnika. Kot pravnik se je specializiral za področje človekovih pravic, zaradi česar je kmalu pridobil ugled. Svojo kariero je nadaljeval v različnih odmevnih primerih in zastopal posameznike, ki so bili žrtve nepravičnosti. Leta 2008 je postal generalni državni tožilec Anglije in Walesa, kjer je uvedel reforme za večjo transparentnost in modernizacijo kazenskega pregona. Starmer se je posvečal tudi akademskim dejavnostim in pisal članke o pravnih vprašanjih, povezanih s pravicami posameznikov in transparentnostjo. 
Kot vodja Laburistične stranke se je Starmer zavzel za reformo in preobrazbo stranke, da bi jo vrnil k zmernejši, osredinsko usmerjeni politiki. Znan je po svoji zavzetosti za socialno pravičnost, pravno državo ter obljubi o obnovitvi zaupanja v stranko po volilnih porazih pod Corbynovim vodstvom.

## Mladost in izobraževanje
Starmer, rojen v Londonu in odraščal v Surreyju, je obiskoval selektivno državno gimnazijo Reigate. Kot najstnik je bil politično aktiven, pri 16. letih pridružil podmladku Laburistične stranke. Leta 1985 je na Univerzi v Leedsu diplomiral iz prava, nato pa na Univerzi v Oxfordu opravil še diplomo iz civilnega prava.

## Poklicna pot
V odvetniški zbornici se je Starmer ukvarjal predvsem s kazensko obrambo, specializiral pa se je za človekove pravice. Bil je svetovalec za človekove pravice pri policijski upravi Severne Irske, leta 2002 pa je postal svetovalec Silk (kot kraljičin svetovalec). Med vodenjem javnega tožilstva in državnega tožilstva se je ukvarjal s številnimi pomembnimi primeri, med drugim z umorom Stephena Lawrencea. V novoletnih časteh leta 2014 je bil imenovan za viteza poveljnika Reda Bath (KCB) za "zasluge pravu in kazenskemu pravosodju".

## Politika
Policijsko delo na Severnem Irskem je vplivalo na Starmerjevo politično kariero in je bil na splošnih volitvah leta 2015 izvoljen v spodnji dom parlamenta. Na referendumu o članstvu v Evropski uniji leta 2016 je podprl stran, ki je zagovarjala obstoj Združenega kraljestva v Uniji in se zavzel za predlagani drugi referendum o brexitu. Deloval je v kabinetu v senci Jeremyja Corbyna kot sekretar za brexit, Corbyna pa odstopu zaradi poraza laburistov na splošnih volitvah leta 2019 nasledil na vodstvenem položaju. Kot vodja opozicije je premaknil laburiste proti političnemu središču in poudaril odpravo antisemitizma znotraj stranke, njegova stranka pa je na lokalnih volitvah 2023 in 2024 dosegla pomembne uspehe.

### Predsednik vlade
Starmer je popeljal laburiste do prepričljive zmage na splošnih volitvah leta 2024, s čimer se je končalo štirinajstletno vladanje konservativcev. 5. julija 2024 je nastopil mandat predsednika vlade Združenega kraljestva Velike Britanije in Severne Irske. V njegovem mandatu je vlada ukinila določena zimska plačila goriva za okoli 10 milijonov ljudi, uvedla shemo predčasnega izpusta za tisoče zapornikov, da bi zmanjšala prezasedenost zaporov, in končala številne stavke v javnem sektorju. Starmer je napovedal poveljstvo za varnost meje kot nadomestilo za azilni načrt v Ruandi in nacionalni program za boj proti nasilnim nemirom za nemire leta 2024 ter reforme pravic delavcev. 
V zunanji politiki je Starmer podprl Ukrajino med rusko invazijo in Izrael v vojni s Hamasom, vendar je od februarja 2024 tudi pozval k takojšnji prekinitvi ognja na območju Gaze (potem ko je pred tem zavrnil poziv). Vlada je nato zmanjšala izvoz britanskega orožja v Izrael.
Eno prvih dejanj Starmerja kot predsednika vlade je bil preklic kontroverznega načrta za azil v Ruandi, ki ga je opisal kot "mrtvega in pokopanega". Cooper je ustanovil mejno varnostno poveljstvo za boj proti tihotapskim združbam, ki izvajajo nezakonite prehode migrantov čez Rokavski preliv.

## Zunanja politika

### Združene države Amerike
Julija 2024, po splošnih volitvah leta 2024, je ameriški predsednik Joe Biden čestital Starmerju za "peklensko zmago". Starmer in Biden sta razpravljala o skupni zavezanosti posebnim odnosom med ZDA in Združenim kraljestvom ter o medsebojni podpori Ukrajini.
Po prvem poskusu atentata na Donalda Trumpa 13. julija 2024 je Starmer na X (prej Twitter) objavil, da "politično nasilje v kakršni koli obliki nima mesta v naših družbah" ter izrekel najboljše želje Donaldu Trumpu in njegovi družini.

### NATO
Prvo čezmorsko srečanje, ki se ga je Starmer udeležil kot predsednik vlade, je bil vrh Nata leta 2024 v Washingtonu od 9. do 11. julija 2024. Med letom na srečanje je Starmer predstavil "železno" zavezo za povečanje obrambnih izdatkov do Natovega cilja 2,5 odstotka BDP v skladu s Natovim ciljem.

### Evropa
Odkar je postal premier, si je Starmer prizadeval "ponastaviti" odnose Združenega kraljestva z Evropsko unijo po brexitu, ki mu je nasprotoval. V prvih nekaj mesecih na položaju se je srečal z več evropskimi voditelji.
27. avgusta 2024 sta Starmer in nemški kancler Olaf Scholz napovedala pogovore o reviziji sporazuma o sodelovanju med Nemčijo in Združenim kraljestvom, ki zajema področja obrambe, energetske varnosti, znanosti in tehnologije.

### Ruska invazija na Ukrajino
Na vrhu Nata leta 2024 je Starmer nakazal, da bi lahko Ukrajina med rusko invazijo na Ukrajino uporabila britanske rakete Storm Shadow, ki jih je britanska vlada poslala kot vojaško pomoč za napad na vojaške cilje v Rusiji. Na srečanju z ukrajinskim predsednikom Volodimirjem Zelenskim je Starmer pozval k "nepovratni" strategiji članstva Ukrajine za pridružitev Natu.

### Vojna Izrael-Hamas
Starmer je obljubil podporo Izraelu v vojni proti Hamasu, vendar je pozval tudi k takojšnji prekinitvi ognja na območju Gaze od februarja 2024, medtem ko je pred tem v svojem mandatu kot vodja opozicije poziv k temu zavrnil. Julija 2024 je Starmer zagotovil izraelskemu premierju Benjaminu Netanjahuju, da bo britanska vlada z Izraelom nadaljevala svoje sodelovanje pri odvračanju zlonamernih groženj.
Pod Starmerjevim premierstvom so bile licence za nekatere britanske prodaje orožja Izraelu začasno preklicane septembra 2024 zaradi "jasnega tveganja", da bi lahko bilo orožje uporabljeno v nasprotju z mednarodnim pravom. Zunanji minister David Lammy je napovedal, da je vlada Združenega kraljestva začasno preklicala 30 od 350 dovoljenj za izvoz orožja v Izrael, kar vpliva na opremo, kot so deli za bojna letala, helikopterje in brezpilotna letala.

## Osebno življenje
Starmer je spoznal Victorio Alexander, takrat odvetnico, v začetku leta 2000, ko je bil višji odvetnik pri Doughty Street Chambers, ko sta delala na istem primeru. Zaročila sta se leta 2004 in se poročila 6. maja 2007 na posestvu Fennes severno od Bockinga v Essexu. Par ima dva otroka, sina, ki se je rodil leto dni po poroki, in hčerko, ki se je rodila dve leti pozneje. Oba sta vzgojena v judovski dediščini svoje matere. Do selitve na Downing Street je par prebival v mestu Kentish Town v severnem Londonu, kjer imata v lasti hišo.
Starmer je peskatarec, njegova žena pa vegetarijanka. Svoja otroka sta vzgajala kot vegetarijanca, ko sta bila stara 10 let, sta jima ponudila možnost jesti meso. V intervjuju med kampanjo za splošne volitve leta 2024 je Starmer dejal, da je bil njegov največji strah to, kako bo vodenje vlade vplivalo na njegova otroka, saj sta v "težavnih letih" in kako bi bilo lažje, če bi bila mlajša ali starejša. Dejal je tudi, da se bo ob petkih poskušal izogniti delu po 18. uri, da bi opazoval šabatne večerje in preživel čas s svojo družino.
Starmer je ateist in se je odločil monarhu dati "slovesno izjavo" (alternativo prisegi zvestobe, ki ne vključuje sklicevanja na Boga). Rekel je, da čeprav ne verjame v Boga, priznava moč vere, da združuje ljudi. Svojo družino spremlja tudi na bogoslužje v Liberalno judovsko sinagogo v severnem Londonu. Starmer je navdušen nogometaš, saj je igral za Homerton Academicals, amatersko ekipo iz severnega Londona. Navija za prvoligaški nogometni klub Arsenal. Napisal je nekaj člankov za The Guardian, The Sunday Telegraph in druge. Med letoma 1986 in 1987 je služboval tudi kot urednik Socialist Alternatives, trockistične radikalne revije, ki jo je izdala organizacija pod istim imenom, ki je predstavljala britansko sekcijo Mednarodne revolucionarne marksistične tendence (IRMT).

## Dodatna literatura
- Baldwin, Tom (2024). Keir Starmer: The Biography. HarperCollins Publishers. ISBN 978-0008661021.
- Eagleton, Oliver (2022). The Starmer Project: A Journey to the Right (paperback izd.). Verso Books. ISBN 978-1-83976-464-6.